# Achimswalde

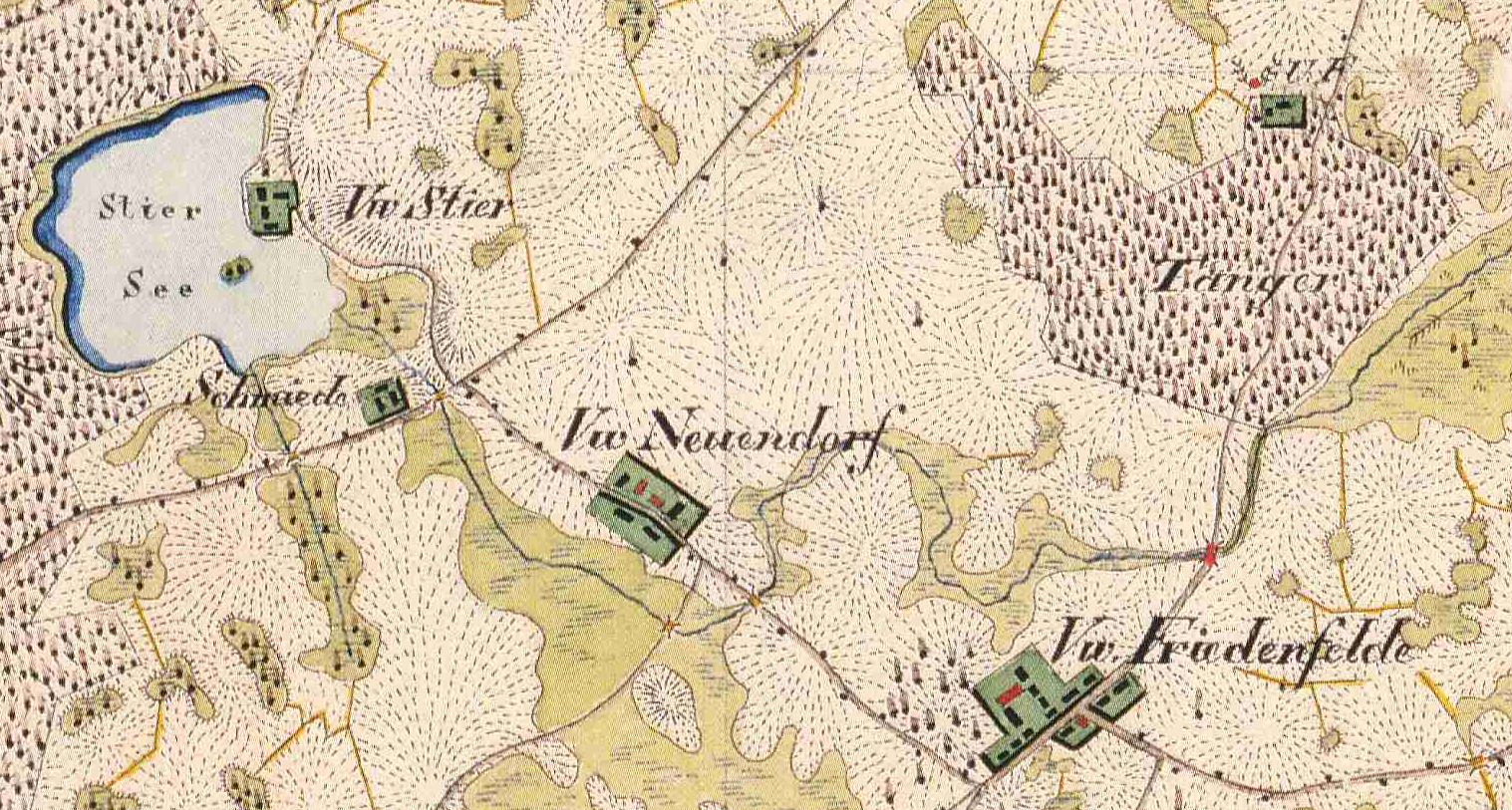
Achimswalde (Schmiede), Friedenfelde, Neudorf, Stiern und Neutanger auf dem Urmesstischblatt 2848 Gerswalde von 1826

Achimswalde ist ein Wohnplatz in der Gemeinde Gerswalde im Landkreis Uckermark (Brandenburg). Der Wohnplatz entstand 1769 als Schmiedegehöft an der damaligen Berliner-Prenzlauer-Landstraße. Der Name Achimswalde bürgerte sich jedoch erst später (um 1790) ein.

## Lage
Der Wohnplatz Achimswalde liegt knapp 4,5 km Luftlinie südwestlich vom Kernort Gerswalde bzw., rund 5,5 km nordöstlich von Milmersdorf entfernt auf der Gemarkung von Friedenfelde. Der Wohnplatz bestehend aus zwei Wohnhäusern und einigen Nebengebäuden (Straßenbezeichnung: Ort Neudorf 11 und 12) liegt etwa 200 Meter vom Südufer des Stiernsees entfernt auf 60 m ü. NHN.

## Geschichte
1769 erbaute sich der namentlich nicht bekannte Schmied von Neudorf auf einem Stück Land von drei Morgen an der Berliner-Prenzlauer Landstraße eine neue Schmiede. Die Berliner-Prenzlauer Landstraße verlief damals über Milmersdorf, Briesen, nordwestlich an Neudorf vorbei nach Gerswalde. Sicherlich erhoffte sich der Schmied durch die Verlegung seiner Schmiede an die damals doch häufig befahrene Landstraße ein besseres Geschäft. Das damals angelegte Gehöft lag an der Stelle des Hauses Ort Neudorf 11.
Der Name Achimswalde kam aber erst viel später auf. 1775 gab es zwei Feuerstellen in einem Familienhaus. 1783 wurde die zu Neudorf gehörende Schmiede auf dem Achimsberg erwähnt. 1790 ist nun erstmals das ritterfreie Vorwerk Achimswalde mit zwei Feuerstellen und zwei Einliegern genannt. Der Ort ist sicher nach dem damaligen Besitzer von Neudorf und Friedenfelde Joachim/Achim Erdmann von Arnim benannt. Sein berühmter, gleichnamiger Sohn, der Dichter Achim von Arnim war erst 1781 geboren worden.
Joachim Erdmann von Arnim hatte bei der Erbteilung des Gerswalder Besitzes 1752 u. a. das 1742 aufgebaute Vorwerk Neudorf erhalten. Das Rittergut Friedenfelde war ebenfalls um diese Zeit vom Grafen Ernst Philipp von Münchow aufgebaut worden. Der hatte es aber schon 1744 an Martha Sophie von Holzendorf, die Frau des Generalmajors Friedrich Wilhelm von Syburg verkauft. 1763 kaufte Joachim Erdmann von Arnim Friedenfelde für 14.500 Taler von Martha Sophie von Holzendorf. Da Friedenfelde ein schlossartiges, erst 1743 erbautes Gutshaus hatte, verlegte Joachim Erdmann von Arnim seinen Wohnsitz nach Friedenfelde. Achimswalde, das 1775 erbaute Erdmannswalde, das um/nach 1720 entstandene Vorwerk Stiern und Neudorf waren nun Zubehör zum Rittergut Friedenfelde.
Bratring beschreibt Achimswalde 1801 als ein Haus, von einem Schmied bewohnt, zum Vorwerk Neuendorf gehörig. In dem Haus mit einer Feuerstelle wohnten 16 Menschen.
1818 verkauften die Brüder Carl Otto und Achim von Arnim ihr Gut Friedenfelde an den Amtmann Stendell. Davon abgetrennt wurde nun wieder Neudorf mit Achimswalde, Erdmannswalde und Stiern als Rittergut Neudorf, das sie behielten.
1835 bestand Achimswalde weiterhin aus einem Haus, das 6 Bewohner hatte. Ab etwa 1840 standen in Achimswalde nun zwei Wohnhäuser. 1860 hatte Achimswalde zwei Wohnhäuser und zwei Wirtschaftsgebäude. In den zwei Häusern lebten 13 Menschen. Der Tierbestand ist mit einem Pferd, acht Stück Rindvieh und neun Schafen angegeben. 1871 hatte der Ackerhof Achimswalde mit seinen zwei Wohnhäusern 11 Einwohner, Das Alphabetische Verzeichnis sämtlicher im Regierungsbezirk Potsdam belegenen Ortschaften und Ortsteile beschreibt Achimswalde als Gut zum Gutsbezirk Neudorf gehörig. Das zweite Gehöft in Achimswalde (Ort Neudorf 12) entstand erst 1948 als typisches Siedlerhaus erbaut von Umsiedlern. Es wird im Grundbuch auch als „Am Hopfenbruch“ geführt, sonstige Belege für diesen Namen fehlen. Das Gehöft war zwischenzeitlich in den 60ern Maschinen-Traktoren-Station und in den 70ern und 80ern Ferienlager des VEB Berliner Kieselgutwerk.
| Jahr      | 1774 | 1790 | 1801 | 1817 | 1840 | 1858 | 1871 | 1895  | 1925 |
| Einwohner | 8    | 10   | 16   | 5    | 13   | 13   | 11   | k. A. | 10   |

## Kommunale Geschichte
Als die Schmiede 1769 angelegt wurde, war sie Zubehör zum Rittergut Neudorf und gehörte zum Uckermärkischen Kreis der Mark Brandenburg. Mit der Kreisreform von 1816/17 wurden aus der Uckermark drei neue Kreise gebildet. Neuhof mit Achimswalde, Erdmannswalde und Stiern kam zum Kreis Templin der Provinz Brandenburg. Mit der Kreisreform von 1952 in der damaligen DDR bekam der Kreis Templin einen völlig neuen Zuschnitt und wurde dem Bezirk Neubrandenburg zugeordnet. Mit der Kreisreform von 1993 im Land Brandenburg wurden die drei Kreise Angermünde, Prenzlau und Templin zum Landkreis Uckermark vereinigt.
Neudorf wurde nach der Erbteilung von 1752 eigenständiges Rittergut und nach 1763 wurde es an das Rittergut Friedenfelde angeschlossen. Nach dem Verkauf von Friedenfelde 1818 wurde es wieder Rittergut mit dem Zubehör Achimswalde, Erdmannswalde und Stiern. Ab Mitte des 19. Jahrhunderts bildete Neudorf zusammen mit Achimswalde, Erdmannswalde und Stiern den Gutsbezirk Neudorf, der 1874 dem Amtsbezirk 5 Groß Fredenwalde des Kreises Templin zugeordnet wurde. 1928 wurde der Gutsbezirk Neudorf mit Achimswalde, Erdmannswalde und Stiern mit dem Gutsbezirk Friedenfelde zur Gemeinde Friedenfelde vereinigt. 1931 und 1961 war Achimswalde Wohnplatz von Friedenfelde. Friedenfelde schloss sich 1992 mit dreizehn anderen Gemeinden zur Verwaltungsgemeinschaft Amt Gerswalde zusammen. Zum 31. Dezember 2001 schlossen sich Friedenfelde, Gerswalde, Groß Fredenwalde, Kaakstedt und Krohnhorst zur neuen Gemeinde Gerswalde zusammen. Friedenfelde und Neudorf sind heute Gemeindeteile von Gerswalde, Achimswalde und Stiern sind nur Wohnplätze. Erdmannswalde existiert nicht mehr.